# Radvision
라드비전은 1992년 설립되어, 나스닥에 상장된 회사로 영상컨퍼런싱과 영상 전화, 그리고 IP와 3G 네트워크를 통해 음성, 영상, 데이터를 집약하는 기술개발과 (개발자 툴킷)과 제품을 생산하는 기업이다. 라드비전 솔루션은 SIP, H323 그리고 ISDN과 3G 무선을 지원한다.

## 제품 개발
- 1993년, 라드비전은 IP네트워크를 통해 리얼타임 IP 영상을 전송을 가능하게 하는 기술을 개발하였다.
- 1994년, 라드비전은 IP와 ISDN 네트워크간의 영상 게이트웨이를 발표했다.
- 1995년 초, 인텔과 마이크로소프트와의 협업으로 라드비전은 VoIP 커뮤니케이션 시스템을 위한 표준화 작업을 시작하였다.[2]
- 1996년 라드비전은 영상회의 솔루션 viaIP 제품군을 소개하였다.
- 1998년, 라드비전은 게이트키퍼 시스템(ECS)를 소개하였다.
- 2001년, 라드비전은 전체 제품라인에 SIP 지원에 성공했다.
- 2002년, 라드비전은 주요 서비스 제공자 네트워크에 영상 텔레포니 시스템을 시행했다.[3]
- 2003년, 라드비전은 MSN 메신저 애플리케이션에 영상 협업 솔루션을 시행했다.[4]
- 2006년, 라드비전은 IMS 기술을 채택했다.

## 위치
라드비전은 이스라엘에 본사를 두고 미국, 영국, 브라질, 인도, 홍콩, 일본, 대한민국, 중국, 싱가폴에 지사를 두고 있다.

## 같이 보기
- 화상 회의
- 전기통신 기술
- 화상 통화
- 음성 인터넷 프로토콜